# FC 서울의 역사
이 문서는 FC 서울의 전신인 럭키금성 황소 축구단 시절부터 현재의 FC 서울에 이르기까지 구단 운영에 관한 전반적인 역사를 다루고 있다.
개괄적인 정보는 FC 서울 문서를 참고하기 바란다.

## 구단 창립과 초창기 (1983–1989)
FC 서울은 1983년 8월 18일 구단 공식 창단 발표 후1983년 12월 22일 공식 창단식을 거행하고
럭키금성 황소 축구단으로 대한민국의 프로축구단 가운데 다섯 번째로 정식 출범하였다. 창단 연고지는 충청도를 배정 받았으며 마스코트는 황소를 선정하였다. 당시 럭키금성그룹은 프로축구단을 창단하기 위해 기획조정실이 주축이 되어 1982년부터 면밀한 준비 작업을 했으며서울특별시를 창단 연고지로 하여 출범할 계획이었지만 당시 대한축구협회 수퍼리그위원회는 이를 받아들이지 않고 충청도를 연고지로 배정하였다.
럭키금성 황소 프로축구단의 수퍼리그 데뷔 홈 개막전은 1984년 3월 31일 서울 동대문 운동장에서 벌어진 할렐루야와의 경기로 예상을 뒤엎고 1 대 0으로 승리를 하였다. 충청도를 연고지로 하여 출범했지만 홈 개막전을 서울 동대문 운동장에서 경기를 한 것은 당시 슈퍼리그는 구단별로
연고지를 갖고 있었지만 지금과 같이 연고지에서 홈 앤드 어웨이 경기를 하는 것이 아니고 해당 라운드의 경기를 전구단이 모여
경기를 치르는 방식이었고 실제로 구단들이 자신의 연고지에서 홈경기를 펼친 것은 1987년도부터이기 때문이다.
- 충청도 광역연고제 시기 중 실제 연고지에서 홈경기 비율 (1987–1989 시즌: 기간 3년)

| 당시 구단 명칭 | 충청지역 홈경기수 | 비충청지역 홈경기수 | 홈경기수 합계 |
| -------------- | ----------------- | ------------------- | ------------- |
| 럭키금성 황소  | 38경기(81%)       | 9경기(19%)          | 48경기        |

## 서울 연고 프로축구단 최초의 K리그 우승 (1990–1995)
1988년 초부터 창단 당시 원했던 서울로 연고지 이전을 추진해 1989년 10월 16일 프로축구 특별위원회에서 충청도에서 서울로 연고지 이전이 승인이 되어 1990년 도시지역연고제 시행과 함께 서울운동장 (현 동대문운동장)을 홈구장으로 사용하기 시작했고, 그 해 한국프로축구대회에서 우승했다. 특히 1990 시즌 우승은 대한민국 프로축구 역사상 최초의 서울 연고지 프로축구단의 우승으로 기록되고 있다. 1991년 모기업의 사명 변경과 함께 LG 치타스로 구단 공식 명칭을 변경하였으며 서울 연고지 정착을 위해 다양한 팬서비스와 경품 제공, 개략적인 구단 소식을 전해주는 구단 소식지 '치타스 가족' 발간, 당시 같은 서울 연고 구단이었던 일화·유공 구단들과 공동 마케팅, 서울 지역 축구동호회들과의 자매결연 사업을 추진하여 LG치타스배 축구대회 개최 등 많을 노력을 기울였다.
- 서울 도시 연고제 시기 중 실제 연고지에서 홈경기 비율 (1990–1996 시즌: 기간 6년)

| 당시 구단 명칭           | 서울 홈경기수 | 비서울 홈경기수 | 홈경기수 합계 |
| ------------------------ | ------------- | --------------- | ------------- |
| 럭키금성 황소, LG 치타스 | 74경기(69%)   | 34경기(31%)     | 108경기       |

## 서울 연고 공동화 정책과 안양 시대 (1996–2003)
2002년 월드컵 유치 활동과 맞물려 서울 축구전용구장 건설과 지방 축구 활성화라는 명분으로 한국프로축구연맹과 정부가 추진한서울 연고 공동화 정책에 의해 서울을 떠났다. 1995년 말까지 서울에 전용구장 건립계획 수립이라는 현실적으로 실행하기 어려운서울 잔류 조건을 내건 이 정책에 구단은 합의했으나, 그 후 구단이 번복한 후, 잔류시 연맹의 리그 제외 방침과 청와대의 이전지침 하달로 강제시행되었다.후일 FC 서울 단장은 서울을 연고로 하다 등 떠밀리듯 안양으로 옮겼다고 언급하였다. 구단은 당시 서울 연고 3개 구단 중 마지막까지 서울 연고 고수를 강력희 희망하였고 팬들 역시 반대 시위를 벌이기도 하였지만 결국 서울 연고지에서 나와 1996년 4월 연고지를 서울의 위성 도시인 안양으로 이전함과 동시에 구단 공식 명칭을 "안양 LG 치타스"로 변경했다.
그 후 2000 시즌 최용수 선수의 대활약으로 K리그에서 우승을 하여 구단 통산 세 번째 K리그 우승을 달성하였다.
2003년 2월 26일 창단 20주년 기념 행사의 의미로 숫자 '20'과 함께 역동적인 선수와 볼을 애니메이션으로 형상화한 창단 20주년 기념 엠블럼을 제작, 발표했다.
- 안양 완전 지역 연고제 시기 중 실제 연고지에서 홈경기 비율 (1996–003 시즌: 기간 8년, 2001 시즌 안양 경기장 개보수로 인해 후반기 홈경기가 목동에서 개최되어 기록 합산에서 제외)

| 당시 구단 명칭 | 안양 홈경기수 | 비안양 홈경기수 | 홈경기수 합계 |
| -------------- | ------------- | --------------- | ------------- |
| 안양 LG 치타스 | 99경기(73%)   | 36경기(27%)     | 135경기       |

## 서울 시대의 재개막 (2004–2006)
1998년 11월 한국프로축구연맹이 주최한 프로축구 발전을 위한 공청회에서 프로스포츠 최대 빅마켓인 서울 연고지 활용에 대한 필요성이 제기되었으며 1999년 11월 서울연고공동화정책을 철폐하고 앞으로 서울 연고 구단을 다시 만들기로 잠정적으로 결정하자 안양으로 연고를 옮긴지 4년만인 2000년부터 안양 LG 치타스는 서울 복귀를 추진하기 시작한다. 그 후 2002년 FIFA 월드컵이 끝난 뒤 수도 서울을 연고로 한 프로축구단 없이는 한국 프로축구 발전은 요원하다는 것에 공감대가 형성되었고 2002년 FIFA 월드컵을 통한 축구붐을 뒤에 업고 서울 연고 구단 창단에 관심을 기울인 kt, 금호그룹, 한화그룹, 민은행, 신한은행, 우리은행 등의 대기업을 유치하여 신규 서울 연고 구단을 만들기 위해 대한축구협회, 한국프로축구연맹, 서울시는 ‘서울 연고 프로축구팀 창단추진위원회’를 구성해 다각도로 창단 설득작업을 하였지만 끝끝내 모두 실패로 돌아간다.
이렇게 신규 대기업을 통한 신생 서울 연고 구단 창단이 계속 실패하자 2003년에 이어서 계속해서 서울월드컵경기장이 활용되지 못할 것을 우려한 서울시에서도 축구계와 별도로 시 차원에서 다시 한번 서울 연고 구단 창단을 희망하는 대기업을 유치하기 위해 100억원 지원금이 포한된 모집 공고를 2004년 1월 15일 내고 28일까지 신청을 받으며 마지막 노력을 기울였지만 문의만 있었을 뿐 실제 의향서를 제출한 대기업은 한 군데도 없었으며 결국 무위로 돌아갔다. 이에 따라 서울시에서는 1월 29일 기존 구단 중에서 연고지 이전을 통하여 서울 연고 구단을 만들기로 방침을 변경하였고 다시 기존 구단 중에서 연고지 이전으로 서울에 입성할 구단 공모에 나선다. 이러한 서울시의 방침 변경 후 곧바로 안양 LG 치타스는 2004년 2월 2일 서울로 연고지 복귀를 공식적으로 선언하였으며 축구인과 축구팬들의 찬반 논란이 이어졌다.
한편 축구계 역시 2004년 2월 6일 한국프로축구연맹 이사회에서 서울 연고 구단을 신생 구단으로 만드는 것은 사실상 어려워진 상황에서 계속해서 무작정 서울을 비워둘 수 없다는 데 공감대가 형성되어 그동안 고수해 온 '선 창단, 후 이전'의 원칙을 파기하고 기존 구단의 연고지 이전을 허용하는 안이 승인되었다.
이후 2002년 FIFA 월드컵으로 인해 서울월드컵경기장 건설 분담금으로 150억원을 짊어진대한축구협회 등 축구계와 서울입성권리기부금 가격을 놓고 난항을 겪다가 서울월드컵경기장 건설비용의 약 4%에 해당하는 75억원을 서울월드컵경기장 건설분담금 형식으로 대한축구협회에 50억원, 발전기금 형식으로 한국프로축구연맹에 25억원 이렇게 각각 지불하기로 하였고 안양 LG 치타스와 부산 아이콘스가 서울로의 연고지 이전 의향서를 마감일인 25일에 제출하였다. 
3월 10일 부산 아이콘스가 연고지 이전 신청을 철회함에 따라 2004년 3월 11일 한국프로축구연맹 이사회에서 서울 입성이 만장일치로 승인되어 과거 연고지였던 서울로 다시 복귀 하였다.
그 후 대한민국을 대표하는 수도 서울 연고 구단으로서의 이미지와 축구단 자립을 위한 장기적인 포석으로 구단명칭에서 기업명을 배제하는 것으로 잠적 결정한 가운데3월 19일 공모를 통해 응모한 후보작 중에서 31％(1809명)의 압도적인 비율을 차지한 "FC 서울"로 구단 공식 명칭을 변경하였으며3월 29일에는 서울특별시와 연고지 협약을 체결하였다.
2004년 LG그룹과 GS그룹 분리가 진행되면서 FC 서울을 운영하던 산하 계열사인 LG스포츠 또한 GS그룹으로 분리되어 6월 1일 스포츠 법인의 이름을 (주)GS스포츠로 변경, GS그룹이 운영하게 되었다.
2005 시즌부터는 제 6대 이장수 감독이 취임하였으며 박주영 선수의 돌풍으로 한 시즌 최다 관중인 45만 8605명을 기록했다.
2006 시즌 FC 서울은 리그와 FA컵 우승은 하지 못하였으나 K리그의 리그컵 대회인 삼성 하우젠컵 2006에서 우승을 하여 구단 역사상 첫 리그컵 우승 트로피를 얻었다. FC 서울은 2006 시즌에 통합순위 4위에 올라 4강 플레이오프에 진출했으나 어웨이 경기로 벌어진 성남과의 경기에서 0 대 1로 패배해 챔피언결정전 진출에 실패하였다.
2006년 FC 서울은 서울에서의 지역 연고 정착과 구단 자생력을 키우기 약 1억원을 들여 J리그 컨설팅 경험이 있는 일본의 광고 회사 하쿠호도에 의뢰해 장기 프로젝트‘2035 비전을 세웠다. 즉 2035년까지 ‘진정한 NO 1’구단을 지향한다는 프로젝트의 기본 이념에 따라 지역 밀착을 통해 지역 사회에 공헌하고 미래의 잠재 팬 확보를 위한 다양한 마케팅 프로그램을 운영하는 것을 골자로 하고 있다.

## 귀네슈 감독 체제 (2007–2009)
FC 서울은 2007 시즌을 앞두고 2년 동안 팀을 이끌어온 이장수 감독을 계약 만료로 떠나보내고 2002 FIFA 월드컵에서 터키 축구 국가대표팀을 3위에 올려놓은 터키출신 셰놀 귀네슈 감독을 영입하였다. 그리고 4월 8일, FC 서울은 서울 월드컵 경기장에서 벌어진 수원 삼성 블루윙즈와의 홈 경기에서 K리그를 포함한 국내 프로스포츠 당시 단일 경기 사상 최다 관중인 55,397명의 입장 관중 기록을 수립하며 K리그 25년 역사의 새 장을 열었다.
2007년 7월 20일, FC 서울은 맨체스터 유나이티드를 상대할 K리그 팀으로 선정되었다. 경기 결과 0 대 4로 크게 패했다. 한편, 2007년 10월 14일에 벌어진 삼성하우젠 K리그 2007 최종 라운드에서 무승부를 기록하기만 해도 6강 플레이오프에 진출할 수 있었으나, 대구 FC에게 0-1로 패하여 6강 플레이오프 진출에 실패했다.
2008 시즌에서는 기성용과 이청용 등 젊은 선수들의 도약에 힘입어 리그 후반기 18경기 연속 무패 행진을 달리는 등 리그에서 상위권을 유지했다. 서울은 1위 수원과 승점 54점으로 동률을 이루었지만 골득실에 밀려 K리그 정규시즌을 2위로 마감했고, 이어진 플레이오프에서 울산을 4-2로 대파하여 수원과의 챔피언결정전에 진출하였다. 1차전과 2차전 도합 90,000명 가까운 관중이 몰린 챔피언결정전에서는 서울월드컵경기장에서 열린 1차전 1-1 무승부, 수원월드컵경기장에서 열린 2차전 2-1 로 패하며 준우승을 확정지었다. 하지만 7년 만에 AFC 챔피언스리그 출전권을 차지하는 성과를 거두었다
2009년 1월 7일 AFC 챔피언스리그 2009 조 추첨 결과, 일본의 감바 오사카, 중국의 산둥 루넝, 인도네시아의 스리위자야와 함께 F조에 속했다. K리그 2009 개막전, 전남 드래곤즈와 벌인 원정 경기에서 6-1로 승리했으나, 2라운드 홈에서 신생팀 강원 FC에게 1-2로 패하며 강원 FC의 돌풍의 희생양이 되고 말았다. 하지만 AFC 챔피언스리그에서 감바 오사카에게 이기고 스리위자야가 최소한 산둥 루넝에게 무승부를 거둬야 하는 어려운 상황에서 감바 오사카에게 2-1로 승리를 거두고 스리위자야가 0-2로 지고 있는 상황에서 4골을 몰아넣으며 역전하여 2위로 16강에 진출하였다. 16강전에선 J리그 디펜딩 챔피언 가시마 앤틀러스를 만나 승부차기까지 가는 접전 끝에 승리하여 8강전에 진출하였다. 이후 8강전에서 카타르 클럽 움 살랄과 붙어서 안태은의 중거리슛이 골라인을 완벽히 넘어갔음에도 불구하고 골로 인정해주지 않는 오심이 일어나면서 결국엔 준결승 진출에 실패하였다. 2009 K리그 정규시즌을 3위로 끝마쳤으며 플레이오프 6강 PO에서 패하고 K리그에서 최종 5위로 마감했으며 11월 24일 귀네슈 감독이 사임하였다. 귀네슈 감독은 FC 서울 홈페이지에 남긴 작별 편지를 통해 FC 서울팬 대한 고마움과 지지를 약속하였다. 11월 24일 사임한 셰놀 귀네슈 감독은 비록 우승컵을 거머쥐지는 못했지만 패스에 중점을 둔 매력적인 공격축구를 구사해 K리그 전체에 변화를 일으켰다고 평가받는다.
 한편 2007년에 이어 2009년 두번째로 방한한 맨체스터 유나이티드와의 친선경기에서 3 대 2로 석패하여 K리그 강호 클럽의 면모를 보여줬다.

## 빙가다 감독 체제 (2010)
2009년 12월 14일, 구단 홈페이지를 통해 포르투갈 국적의 넬루 빙가다 감독의 선임을 발표하였다. 이후 김승용, 이상협, 김치곤, 심우연 거기에다가 팀의 공수를 조율하는 기성용을 스코틀랜드 셀틱 FC으로 이적시키고 현영민, 방승환, 최효진, 이현승, 이규로, 하대성, 김용대 등 우승 경험이 있는 선수들을 영입하며 대대적인 팀 리빌딩에 착수하였다. 리빌딩된 팀에 대한 기대와 걱정 속에 치러진 2010 K리그 1라운드 대전 시티즌과의 경기에서 5-2로 승리하여 지난 시즌에 이어 2년 연속 개막전을 대승으로 장식하였다. 2010년 3월, 호주 국가대표팀 수비수 사이먼 콜로시모의 영입을 시도했으나 이적 시장 마감 기한이 지나면서 영입은 무산되었다. 전반기를 4위로 마친 후 8월 리그컵에서 우승을 한 후 줄곧 상위권을 유지하다가 막판 뒷심을 발휘하여 K리그 정규시즌을 1위로 마친 후 챔피언결정전에서 제주 유나이티드를 1승 1무로 제치고 우승을 차지하였다. 2010년 12월 13일 넬루 빙가다감독과의 재계약 협상이 연봉 조건등의 의견차로 인해 최종 결렬되어 12월 14일 빙가다 감독이 포르투갈로 출국하면서 넬루 빙가다 시대는 1년 만에 막을 내리게 되었다.

### 더블 달성
포스코컵 2010 조별 예선 B조를 1위로 통과한 후 대구와 수원을 각각 8강전과 4강전에서 물리치고 진출한 결승전에서 전북에 3-0 대승을 거두며 빙가다 감독 부임 후 첫 우승을 차지하였으며, K리그 정규시즌에서는 20승 2무 6패 승점 62점으로 팀별 홈 앤드 어웨이 2라운드 체제로 정규시즌이 개편된 이후 역대 가장 높은 승점으로 1위를 마쳤다.
그 후 2010 K리그 챔피언십 챔피언결정전에서 제주 유나이티드를 1승 1무로 이기고 10년 만에 K리그 우승을 달성하였다.

### 최고 인기 구단 등극
2010년 5월 5일, 서울월드컵경기장에서 열린 성남 일화 천마와의 쏘나타 K리그 2010 경기에서 꿈의 6만 관중을 돌파하며 2007년에 역시 FC서울 이 작성한 55,397명의 입장 관중 기록을 3년 만에 경신함과 동시에 60,747명이라는 한국 프로스포츠 사상 단일 경기 최다 관중 신기록을 작성하였다. 또한 단일 경기 최다 관중 신기록(60,747명), 단일 시즌(K리그 정규시즌, 포스트시즌-K리그 챔피언십, 리그컵) 최다 총 관중 신기록(546,397명), 단일 정규시즌+포스트시즌 최다 총관중 신기록(488,641명), 단일 정규시즌+포스트시즌 최다 평균 관중 신기록(32,576명), 단일 정규시즌 최다 평균 관중 신기록(30,849명) 등 많은 역대 관중 관련 기록들을 경신하며 각종 언론으로부터 성적과 인기면에서 K리그 최고의 구단으로 등극하였다는 평가를 받았다.
한편, 12월 5일 서울월드컵경기장에서 열린 제주 유나이티드와의 K리그 챔피언결정전 2차전에서는 56,759명의 관중이 입장하여, K리그 역대 챔피언결정전 한 경기 최다 관중 신기록과 K리그 역대 한 경기 최다 관중 2위 기록을 세우며 K리그 클럽 사상 최초로 시즌 총관중 50만명 시대를 열었다.

## 황보관 감독 체제 (2011)
2010년 12월 28일, 구단 웹사이트를 통해 넬로 빙가다 감독의 후임으로 황보관 감독의 선임을 발표하였다. 이후 우승의 주역이었던 정조국, 김진규 등이 이적하고 최효진, 김치우, 이종민 등이 군 입대를 하여 전력 공백이 우려되었으나 몰리나, 김동진, 그리고 임대 영입을 했던 제파로프를 완전 영입하면서 전력 보강을 착실히 진행하였고 의욕적으로 2011 시즌을 시작하였다. 그러나 기대와 달리 K리그 정규시즌 초반 1승 3무 3패의 초라한 성적으로 한때 리그 순위가 15위까지 떨어지는 극심한 부진에 시달렸고, 이에 대해 책임을 지고 황보관 감독이 2011년 4월 26일 자진 사퇴하였다.

## 최용수 감독 체제 1기 (2011–2016)
2011년 4월 26일 황보관 감독의 자진 사퇴와 동시에 클럽의 레전드 중 한 명인 최용수 수석 코치가 감독 대행으로 부임하였다. 최용수 감독 대행은 데뷔전이 4월 30일 제주 유나이티드전을 역전승으로 장식하며 빠르게 팀을 수습하였고 그 후 시즌 중에 구단 최다 연승인 7연승 신기록을 달성하였으며 K리그 정규시즌을 3위로 마쳤지만 플레이오프에서 울산 현대에 패하면서 AFC 챔피언스리그 진출권을 얻지 못하고 최종 순위 5위로 리그를 끝마쳤다. 하지만 구단으로부터 감독 대행 기간 동안 팀을 정상화하는 등 가능성을 보여준 것을 높게 평가받아 2011년 12월 9일 정식 감독으로 선임되었다.
정식 감독 첫해인 2012 시즌 선배인 박태하 전 대한민국 축구 국가대표팀 수석 코치와 박희도, 김주영 등을 영입했고, 김진규가 1년만에 구단으로 돌아왔다. 구단 내부에서는 시즌 목표를 AFC 챔피언스리그 진출 확보권인 3위로 잡았고 시즌 전 네이버 스포츠가 실시한 축구 전문가 및 축구전문기자의 시즌 예상에서 역시 서울을 우승 후보로 단독 지목한 전문가는 1명
밖에 없었다. 시즌 개막 초 최용수 감독과 데얀과의 불화 사건이 언론에 보도되는 등 좋지 않게 시즌 초반을 보냈으나 이를 원만히 해결하고 이후 시즌 내내 기복없는 전력을 발휘하며 29승 9무 6패, 승점
96점이라는 압도적인 성적으로 리그 종료 3경기를 앞두고 조기 우승을 확정하였고, 역대 최다 승점과 역대 최다승 우승이라는 기록을 세우며 구단 통산 5번째 우승을 달성하였다. 특히 이번 우승으로 최용수 감독은 K리그 역사에서 최초로 한 클럽에서 선수, 코치, 감독으로서 모두 우승을 경험한 첫 번째 축구인이 되었다. 또한 2012 시즌 K리그 대상 시상식에서 데얀의 K리그 최우수선수상 및 최다 관중을 기록한 클럽에게 주는 풀 스타디움상 등 개인·구단 등 각종 부문에서 13개의 상을 휩쓸었다.
2013 시즌 지난 시즌 우승의 후유증으로 리그 전반기 부진을 겪었지만 여름부터 구단 최다 연승 타이 기록인 리그 7연승을 기록하여 다시 선두권에 복귀 하였고 2001-02 아시안 클럽 챔피언십에서 결승전에 진출했던 것에 이어 11년 만인 AFC 챔피언스리그에서 결승전에 진출하며 다시 한 번 구단 역사상 최초의 아시아 정상 등극을 노렸지다. 결승전에서 광저우 헝다와 1,2차전 모두 승부를 가리지 못하는 접전을 벌였으나 원정팀 다득점 규칙으로 인해 준우승에 머물렀다.
2014 시즌을 앞두고 아디가 은퇴함과 동시에 데얀, 하대성 등 팀의 주축 선수들을 이적시켰다. 몰리나 역시 이적을 추진하였으나 협상이 지지부진하다 결렬되어 최종적으론 잔류하게 되었다. 떠난 선수들을 대체하기 위해 하파엘, 이웅희, 오스마르 등 새로운 선수들을 영입하여 대대적인 팀 리빌딩에 들어갔다. 전반기에는 하파엘 등 새로 영입된 선수들의 부진으로 강등권까지 내려가는 모습을 보였으나, 여름 이적 시장 전후로 몰리나가 부상에서 돌아오고 에벨톤 등이 합류하는 등 호재가 나타나 성적이 반등하기 시작하였다. 시즌 마지막 라운드에는 제주를 상대로 극적인 승리를 거두며 극적으로 3위를 차지하여 AFC 챔피언스리그 3라운드 플레이오프에 참가하게 되었다. 한편 2014년 7월 30일 서울월드컵경기장에서 개최된 바이엘 04 레버쿠젠과의 친선 경기에 앞서 창단 30주년 기념 행사의 일환으로 FC 서울의 역대 추억의 올드스타들이 한 자리에 모여 KBS 인기 예능 프로그램인 우리동네 예체능의 예체능팀과 축구 맞대결을 펼치기도 하였다.
2015 시즌 첫 경기로 열린 2015 AFC 챔피언스리그 플레이오프 3라운드에서는 하노이 T&T를 7대0으로 대파하여 본선에 진출하였다. 이후 2013AFC 챔피언스리그 우승팀인 광저우 헝다, 가시마 앤틀러스, 그리고 2014AFC 챔피언스리그 우승팀인 웨스턴 시드니 원더러스와 한 조에 편성됐고, 웨스턴 시드니 원더러스전에서 오심으로 골이 취소되는 등 우여곡절을 겪었지만 최종 라운드에서 가시마 앤틀러스를 꺾으며 죽음의 조에서 탈출하여 기적적으로 16강에 진출하였다. 2015년 3월 10일 알샤바브에서 뛰던 박주영이 2008년 이후 7년만에 친정팀에 복귀하게 되었다. FA컵 결승전에서 인천 유나이티드를 3대1로 제압하고 17년만의 FA컵 우승을 차지하였다. 32강전부터 90분 이내 5전 전승의 완벽한 우승이었으며 주장인 차두리 선수가 이 경기를 마지막으로 선수 은퇴를 선언하였다. 팀의 부주장인 오스마르는 K리그 외국인 필드 플레이어 역사상 처음으로 리그 전 경기(38경기)를 소화하였으며 이 기록으로 연말 리그 시상식에서 특별상을 수상하는 영광을 누렸다.
2016 시즌 중국 슈퍼리그에 진출하였던 데얀 다먀노비치가 복귀하며 과거 최용수, 김동진, 정조국, 박주영 등 팀에서 스타로 성장하여 해외 진출 후 다시 친정팀으로 복귀하는 클럽 전통을 다시 한번 공고히 하였다. 그리고, 주세종, 유현 등 선수를 영입하여 리그에서 연승행진을 달렸다.
2016년 6월 22일 작년부터 장쑤 쑤닝의 적극적인 러브콜을 받아온 최용수 감독은 장쑤의 끈질긴 구애에 안산 무궁화와의 2016년 FA컵 16강전에서 고별 경기를 가진 후 공식적으로 감독직을 내려놓고 장쑤의 감독으로 부임하였다.

## 황선홍 감독 체제 (2016–2018)
FC 서울은 2016년 6월 21일 최용수 감독의 후임이자 구단의 11대 감독으로 황선홍 감독을 선임하였다. 황선홍 감독은 6월 27일에 공식 취임식을 가졌으며, FC 서울 감독으로서의 행보를 시작하였다. 여름을 전후로 리그 1위에서 2위로 처지자 여름 이적 시장을 통해 곽태휘를 재영입하는 등 리그 반등을 노렸다. 그리고 리그 마지막 라운드 1위 전북과의 경기에서 후반전 박주영의 결승골에 힘입어 심판 매수 사건으로 승점 9점이 감점된 전북을 꺾고, 극적으로 역전 우승하였다. 이로써 황선홍 감독은 2013 시즌에 포항을 극적인 역전 우승으로 이끈 데 이어 FC 서울의 사령탑으로서 두 번째 극적인 역전 우승을 이끌어냈다. 서울은 FA컵에서도 결승에 올라 더블 우승(K리그 클래식, FA컵 우승)을 노렸지만 수원을 상대로 펼친 결승전에서 1•2차전 합계 3-3 무승부, 연장전에서 0-0 무승부를 기록하며 승부를 승부차기까지 가져갔다. 그러나 서든데스 상황까지 간 승부차기에서 유상훈의 실축으로 아쉽게 더블 우승 달성에는 실패하였다.
2017 시즌을 앞두고 유상훈, 김남춘, 윤주태가 상무에 입대하고, 이상협이 인천으로, 최현태가 제주로 각각 이적했지만, 2016년 12월 28일에 라이벌 팀인 수원에서 측면 공격수인 이상호를 영입하였으며, 포항에서 뛰었던 측면 수비수 신광훈과 수원 FC에서 활약한 중앙 수비수 김근환을 영입하였다. 그 후, 2017년 1월 18일에 FC 도쿄에서 뛰던 하대성이 4년 만에 팀에 복귀하게 되었다.

## 최용수 감독 체제 2기 (2018–)
FC 서울은 이을용 감독대행 체제로 운영했지만 리그에서 8승 11무 13패로 부진에 빠졌고 제12대 감독으로 최용수 감독이 취임하였다.

## 같이 보기
- FC 서울
- 서울특별시의 축구

## 참고 자료
- K리그 공식 웹사이트 - K리그 히스토리
- FC 서울 매치데이 매거진
- 네이버 디지털 뉴스 아카이브 옛날 뉴스 다시 보기
- 월간 축구전문지 베스트일레븐 (구 월간축구)
- 국립중앙도서관 일간스포츠 마이크로필름 자료